# Central Link

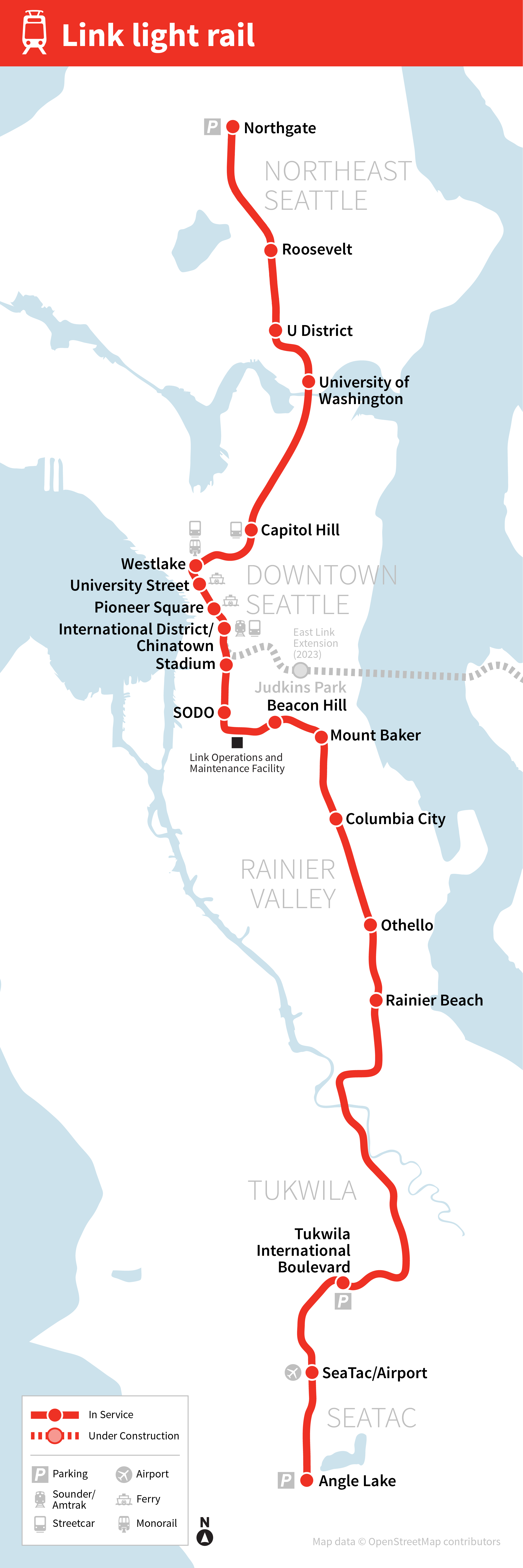
Mapa trasy Central Link

Central Link je linka rychlodrážní tramvaje mezi centrem města Seattle a mezinárodním letištěm Seattle-Tacoma International Airport. Jedná se o počáteční fázi systému Link Light Rail společnosti Sound Transit. V provozu je každý den, od pondělí do soboty od páté hodiny ranní do první hodiny ranní a v neděli mezi šestou hodinou ranní a půlnocí. Vlaky se skládají ze dvou vozů, které mají dohromady kapacitu 200 cestujících, z nichž 74 může sedět. Linka byla otevřena v červenci 2009 a původně měřila 22 kilometrů mezi Seattlem a městem Tukwila. V prosinci 2009 byla prodloužena o necelé tři kilometry na mezinárodní letiště.

## Popis trasy
Severní konec linky představuje stanice Westlake nedaleko křižovatky ulic Pine Street a 4th Avenue. Začátek linky se tedy nachází v tunelu Downtown Seattle Transit Tunnel, který sdílí s diesel-elektrickými hybridními autobusy. Central Link zastavuje na čtyřech z pěti stanic umístěných v tunelu (výjimkou je Convention Place) a poté, co jej opustí, zastavuje na zastávce International District / Chinatown. Poté linka následuje ulici SoDo Busway, na kterou vyjíždí z podzemí a na které má přednost na každé křižovatce. Na ulici zastavuje dvakrát než se zvedá, aby jako nadzemní dráha projela čtvrtí SoDo.
Potom linka vstupuje do dalšího tunelu, tentokrát pod čtvrtí Beacon Hill, kde obsluhuje stejnojmennou stanici. Po výjezdu z tunelu běží po malém mostě, na kterém se nachází stanice Mount Baker, po které se vrací na zem, konkrétně na silnici Washington State Route 900 a zastavuje na třech stanicích v oblasti známé jako Rainier Valley.
Po státní silnici pokračuje jako nadzemní dráha až do křižovatky s Washington State Route 518, kde zatáčí na západ a následuje právě tuto silnici. Tam zastavuje na zastávce Tukwila International Boulevard těsně před křižovatkou s Washington State Route 99 a poté pokračuje ve středním pásu North Airport Expressway až do jižního konce, kterým je stanice SeaTac / Airport, jenž se nachází severovýchodně od letištní garáže a západně od ulice International Boulevard.

## Stanice
|                                                       | Název stanice                      | Rok otevření | Město / městská čtvrť                       | Umístění                                                                          | Nástupiště | Poznámky |
| ----------------------------------------------------- | ---------------------------------- | ------------ | ------------------------------------------- | --------------------------------------------------------------------------------- | ---------- | --- |
| Konec linky, v budoucnu napojení na (University Link) |                                    |              |                                             |                                                                                   |            | |
| Downtown Seattle Transit Tunnel                       |                                    |              |                                             |                                                                                   |            | |
| Westlake station                                      | Westlake                           | 1989         | Downtown Seattle                            | pod křižovatkou 4th Avenue a Pine Street                                          | Boční      | Přestup na Seattle Center Monorail a South Lake Union Streetcar.                                                          |
| University Street station                             | University Street                  | 1989         | Downtown Seattle                            | pod křižovatkou 3rd Avenue a University Street                                    | Boční      | |
| Pioneer Square station                                | Pioneer Square                     | 1989         | Pioneer Square, Seattle                     | pod křižovatkou 3rd Avenue a Cherry Street                                        | Boční      | |
| Chinatown station                                     | International District / Chinatown | 1989         | International District / Chinatown, Seattle | pod Union Station na křižovatce 5th Avenue South a South Jackson Street           | Boční      | |
| Budoucí napojení na (East Link)                       |                                    |              |                                             |                                                                                   |            | |
| Pozemní dráha                                         |                                    |              |                                             |                                                                                   |            | |
| Stadium station                                       | Stadium                            | 2009         | SoDo, Seattle                               | křižovatka SoDo Busway a South Royal Brougham Way                                 | Uprostřed  | Obsluhuje stadiony Safeco Field a CenturyLink Field                                                                       |
| SODO station                                          | SODO                               | 2009         | SoDo, Seattle                               | křižovatka SoDo Busway a South Lander Street                                      | Boční      | |
| Tunel                                                 |                                    |              |                                             |                                                                                   |            | |
| Beacon Hill station                                   | Beacon Hill                        | 2009         | Beacon Hill, Seattle                        | pod křižovatkou Beacon Avenue South a South Lander Street                         | Uprostřed  | |
| Nadzemní dráha                                        |                                    |              |                                             |                                                                                   |            | |
| Mount Baker station                                   | Mount Baker                        | 2009         | Mount Baker, Seattle                        | křižovatka Martin Luther King Jr. Way South a Rainier Avenue South                | Boční      | |
| Pozemní dráha (Martin Luther King Jr. Way)            |                                    |              |                                             |                                                                                   |            | |
| Columbia City station                                 | Columbia City                      | 2009         | Columbia City, Seattle                      | MLK Jr. Way South mezi křižovatkami se South Edmunds Street a South Alaska Street | Boční      | |
| Othello station                                       | Othello                            | 2009         | New Holly, Seattle                          | MLK Jr. Way South mezi křižovatkami se South Othello Street & South Myrtle Street | Boční      | |
| Rainier Beach station                                 | Rainier Beach                      | 2009         | Rainier Valley, Seattle                     | křižovatka MLK Jr. Way South a South Henderson Street                             | Uprostřed  | |
| Nadzemní dráha                                        |                                    |              |                                             |                                                                                   |            | |
| Tukwila station                                       | Tukwila International Boulevard    | 2009         | Tukwila                                     | křižovatka Washington State Route 518 a Tukwila International Boulevard           | Boční      | parkoviště P+R s kapacitou 600 vozů                                                                                       |
| Seatac station                                        | SeaTac / Airport                   | 2009         | SeaTac                                      | východně od letištní garáže                                                       | Uprostřed  | Lávka pro pěší k hlavnímu terminálu Seattle-Tacoma International Airport a ke K+R centru na ulici International Boulevard |
| Konec linky, budoucí napojení na (South Link)         |                                    |              |                                             |                                                                                   |            | |

## Doba cesty
Tramvajím trvá ujet 25,1 kilometrů linky Central Link 36 minut. Doby cest mezi stanicemi se pak liší a pohybují se mezi dvěma a devíti minutami.
Šestatřicetiminutový čas, který zaznamenávají tramvaje Central Link, se nepříliš liší od zrušeného 32minutového autobusového spojení společnosti King County Metro spojujícího Convention Place a mezinárodní letiště. Ve prospěch tramvají hrají kratší intervaly a lepší přístup, jelikož tramvaje jezdí častěji a jsou v provozu každý den déle než bývalé autobusové spojení. Také mezi centrem Seattlu a letištěm zastavují na více stanicích. Tramvaje pak jezdí po svých vlastních trasách, a tak je neovlivní žádné dopravní zácpy. King County Metro autobusovou linku zrušila v únoru 2010 a ti cestující, kteří na ni nastoupili na dálničních zastávkách Kent, Des Moines nebo Star Lake a směřovali na sever, tedy od letiště, nyní musí pomocí autobusů Sound Transit cestovat na letiště, kde využívají přestupu na Central Link. Na druhou stranu společnost Sound Transit zajistila přímé spojení mezi městem Federal Way a centrem Seattlu, které sice nevyužívá tamního P+R, ale jeho doba cesty je o 26 minut kratší.

## Počet cestujících
Od července 2009, kdy byla linka otevřena a zaznamenávala 12 tisíc cestujících každý pracovní den, počet cestujících na lince především roste. V květnu 2010 už vyrostl na téměř 22 tisíc cestujících, k čemuž přispělo dokončení linky k letišti, zrušení autobusového spojení mezi Seattlem a letištěm a připojení autobusových linek k zastávkám tramvaje. Společnost Sound Transit měří počet cestujících v tramvajích senzory zabudovanými do dveří tramvají.

## Vybavení
Japonská společnost Kinki Sharyo Mitsui byla zvolena k navržení a výrobě nízkopodlažních rychlodrážních tramvají a k poskytování další podpory a vybavení. 35 vozů rychlodrážních tramvají bylo doručeno mezi listopadem 2006 a zářím 2008; každý z nich je 29 metrů dlouhý, 2,7 m široký, má kapacitu 200 cestujících (z toho 74 sedících) a může cestovat v obou směrech. Z počátku jsou na trase k vidění dvouvozové vlaky, ale při zvýšení počtu cestujících budou tramvaje jezdit ve čtyřvozových soupravách. Před dokončením linky University Link však budou moci výt použity pouze tři vozy na každém vlaku kvůli délce kusých kolejí na severním konci linky. Tramvaje dosahují maximální rychlosti 105 kilometrů v hodině.
Od srpna 2010 bude doručeno 27 dalších vozů, každý měsíc jeden. Nyní je v plánu mít roku 2030 flotilu o 180 vozech.